# Mitocu Bălan
Mitocu Bălan – wieś w Rumunii, w okręgu Neamț, w gminie Crăcăoani. W 2011 roku liczyła 295 mieszkańców.